# Ricinocarpos pinifolius
Ricinocarpos pinifolius är en törelväxtart som beskrevs av René Louiche Desfontaines. Ricinocarpos pinifolius ingår i släktet Ricinocarpos och familjen törelväxter. Inga underarter finns listade i Catalogue of Life.

## Bildgalleri

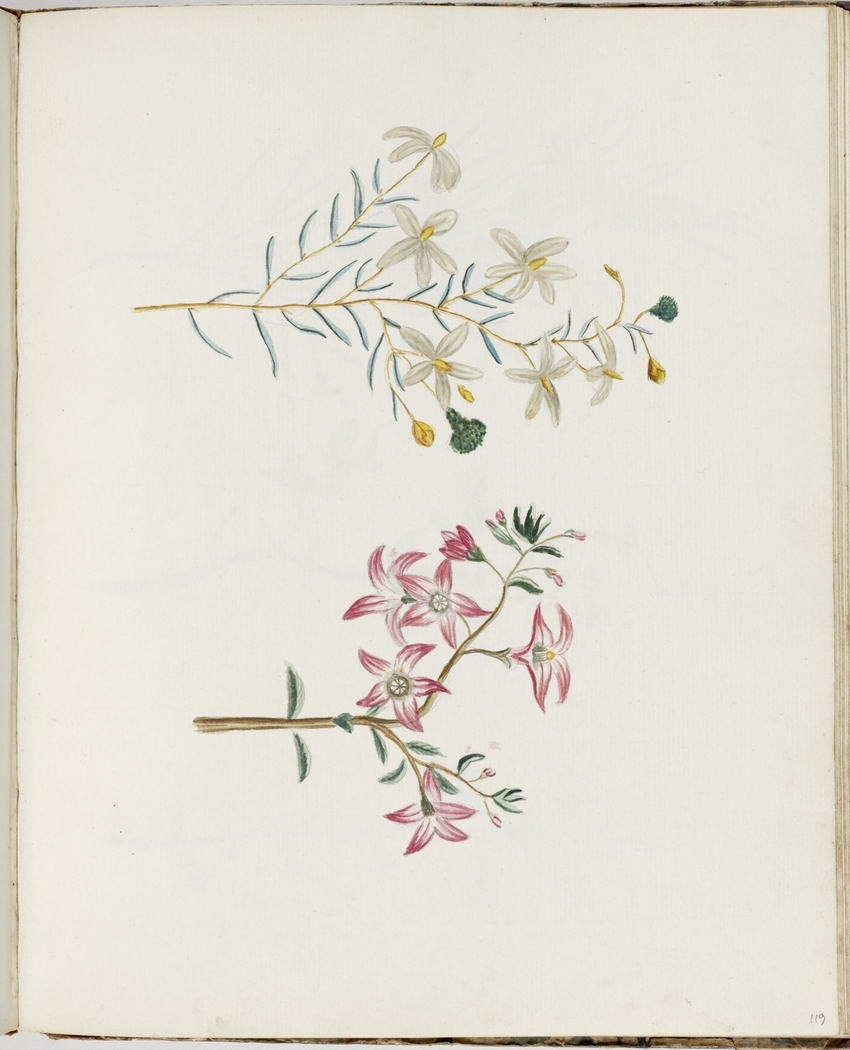
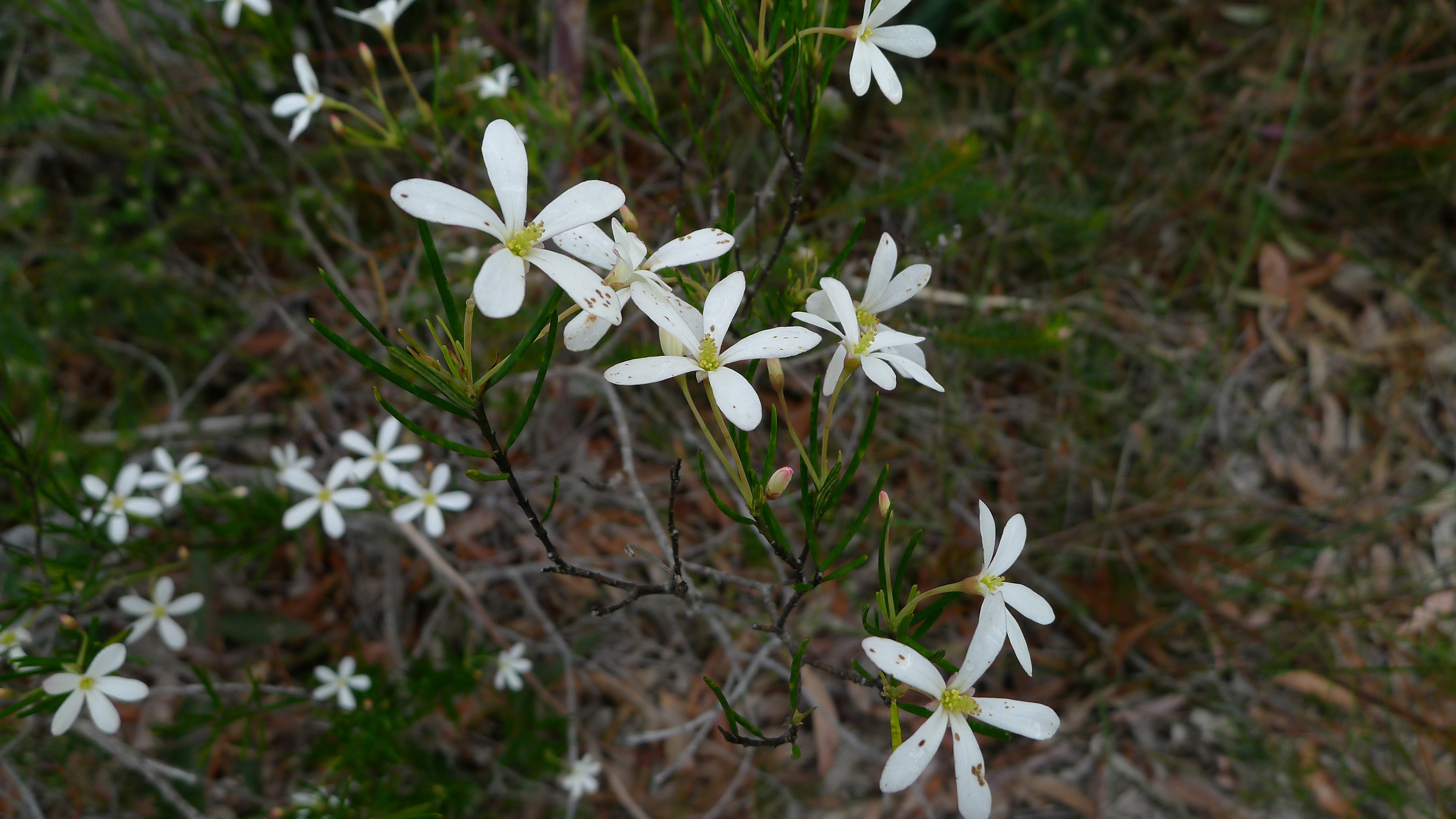